# Weihpütz
Weihpütz oder auch das Haus am Weihpütz war ein Bauerngut und ein Ortsteil auf dem Gebiet des Stadtteils Paffrath der Stadt Bergisch Gladbach im Rheinisch-Bergischen Kreis.

## Lage und Beschreibung
Der Weihpütz war ein alter Hof südlich der Paffrather Kirche. Heute befindet sich dort das Gebäude Dellbrücker Straße 289.

## Etymologie
In der Nähe gab es eine Quelle des nahe gelegenen Mutzbaches mit dem Namen Weihpütz, vermutlich wurde dort Taufwasser für die Paffrather Kirche entnommen. Pütz für Quelle oder Brunnen geht auf lateinisch puteus zurück.

## Geschichte
In einem Verzeichnis der Nutzungsberechtigten des Paffrather Gemeinheitsbusch aus dem 18. Jahrhundert wird Kierdorfs Gut am Weihpütz mit den Erben Kohnbüchen aufm Flaßberg genannt. Aus Carl Friedrich von Wiebekings Charte des Herzogthums Berg 1789 geht hervor, dass Weihpütz zu dieser Zeit Teil der Honschaft Paffrath im gleichnamigen Kirchspiel war. Unter der französischen Verwaltung zwischen 1806 und 1813 wurde das Amt Porz aufgelöst und Weihpütz wurde politisch der Mairie Gladbach im Kanton Bensberg zugeordnet. 1816 wandelten die Preußen die Mairie zur Bürgermeisterei Gladbach im Kreis Mülheim am Rhein. Mit der Rheinischen Städteordnung wurde Gladbach 1856 Stadt, die dann 1863 den Zusatz Bergisch bekam.
Aufgrund des Köln-Gesetzes wurde die Stadt Bensberg mit Wirkung zum 1. Januar 1975 mit Bergisch Gladbach zur Stadt Bergisch Gladbach zusammengeschlossen. Dabei wurde auch Weihpütz Teil von Bergisch Gladbach. Nach 1895 war Weihpütz nicht mehr als eigenständiger Wohnplatz in den preußischen Statistiken aufgeführt.
| Jahr | Einwohner | Wohn- gebäude | Kategorie      |
| ---- | --------- | ------------- | -------------- |
| 1822 | 3         |               | Hof            |
| 1830 | 5         |               | Hofstelle      |
| 1845 | 10        | 1             | einzelnes Haus |
| 1885 | 14        | 1             | Wohnplatz      |